# Балука Степан Іванович
Балука Степан Іванович (20 грудня 1931 , Деснянка, Чернігівський район  — 9 січня 2009 , Чернігів ) — міський голова Чернігова (1979—1984).

## Життєпис
Народився 20 грудня 1931 року у селі Деснянка Чернігівського району у селянській родині.
Трудову діяльність розпочав ще підлітком. Не маючи можливості навчатися, він працював у військовій частині. У 1964 році закінчив Київський державний університет. Одночасно завершив навчання у Вищій партійній школі. Потім працював у комсомольських органах, перебував на партійній роботі.
У 1979—1984 роках він працював головою виконавчого комітету Чернігівської міської Ради народних депутатів. Цей час для обласного центру Чернігівщини позначений розвитком мікрорайонів, розбудовою їх інфраструктури, активним житловим будівництвом.
Упродовж 1969—1975 та у 1984 роках очолював Чернігівський юридичний технікум (сьогодні — Навчально-науковий інститут права і соціальних технологій Національного університету «Чернігівська політехніка»), працював викладачем у Чернігівському педагогічному інституті імені Т. Г. Шевченка, заступником директора з юридичних питань фабрики «Художні промисли».
Перебуваючи на заслуженому відпочинку, вів активну громадську діяльність.